# Alphabet hébreu

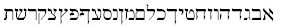

L'alphabet hébreu (האלפבית העברי, haˈalefbet haivri) est un alphabet consonantique (abjad) dont les graphèmes actuels se développèrent à partir de ceux de l’alphabet araméen. Les locuteurs de l'hébreu appellent leur alphabet alefbet, alef et bet en étant les deux premières lettres.
Cet alphabet est utilisé pour écrire l'hébreu, mais aussi le yiddish (ou judéo-allemand), le judéo-espagnol, le shuadit (ou judéo-provençal) et aussi autrefois d’autres langues sémitiques ou encore régionalement des langues indo-européennes ou ouralo-altaïques parlées par la diaspora juive.

## Histoire de l’écriture hébraïque

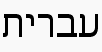
« עברית » (ivrit) : mot hébreu signifiant « hébreu »

L’archéologie montre que l’écriture hébraïque ancienne est issue de l’écriture dite phénicienne qui s’est répandue au Moyen-Orient à la fin du IIe millénaire avant l’ère chrétienne. Pendant l’exil au VIe siècle avant l’ère chrétienne, les Juifs en ont emprunté une forme plus moderne aux Juifs babyloniens qui en avaient hérité eux-mêmes des Juifs assyriens. C’était l’alphabet carré qui est encore utilisé aujourd’hui.
Selon la tradition juive, leur écriture était formée à l’époque de Moïse, pour la rédaction de la Torah. D'antiques inscriptions en caractères alphabétiques ont été trouvées dans la région du Sinaï. Le rôle d’Esdras est quant à lui reconnu pour sa contribution à l’écriture carrée. Du fait que la notation du calcul se faisait avec des lettres, comme en grec, les lettres hébraïques ont une valeur numérique, symbolique et mystique qui est abondamment illustrée par la Kabbale. Il est vraisemblable que si la forme des 22 lettres a évolué, leur rang dans l'ordre alphabétique est resté fixe depuis des temps très anciens. Voir Alphabet ougaritique et Ordre levantin.
Malgré le déclin de l’hébreu et de l’araméen comme langues parlées, l’écriture hébraïque s’est maintenue dans l’enseignement religieux et comme véhicule des langues juives comme le yiddish, le judéo-arabe, le judéo-espagnol, et autres langues de la diaspora.
La Haskala marqua un premier moment de renaissance de l'hébreu écrit. L’écriture fut remise à l’honneur (en tant que support naturel de langues vivantes) lors de la renaissance de la conscience nationale et de la langue hébraïques à la fin du XIXe siècle et l'hébreu comme langue officielle depuis la création de l’État d'Israël en 1948 (où les autres langues hébraïques ou variétés vernaculaires de la langue hébraïque sont également parlées aujourd’hui par des communautés aujourd’hui très vivantes, et qui entretiennent des relations culturelles très importantes avec la diaspora dans le reste du monde).
À côté de l'écriture carrée, une écriture cursive a également été adoptée.

## L’écriture de l’hébreu
| Arabe | Arabe | Hébreu | Hébreu | Syriaque | Syriaque | Grec    | Grec |
| 'alif | ا     | ālep̄   | א      | 'ālap̄    | ܐ        | alpha   | A    |
| bā'   | ب     | bēṯ    | ב      | bēṯ      | ܒ        | bēta    | B    |
| ǧīm   | ج     | gimel  | ג      | gāmal    | ܓ        | gamma   | Γ    |
| dāl   | د     | dāleṯ  | ד      | dālaṯ    | ܕ        | delta   | Δ    |
| hā'   | ه     | hē     | ה      | hē       | ܗ        | epsilon | Ε    |
| wāw   | و     | wāw    | ו      | waw      | ܘ        | upsilon | Υ    |
| zay   | ز     | zayin  | ז      | zayn     | ܙ        | zēta    | Ζ    |
| ḥā'   | ح     | ḥēṯ    | ח      | ḥēṯ      | ܚ        | ēta     | Η    |
| ṭā'   | ط     | ṭēṯ    | ט      | ṭēṯ      | ܛ        | thēta   | Θ    |
| yā'   | ي     | yod    | י      | yuḏ      | ܝ        | iota    | Ι    |
| ----- | ----- | ------ | ------ | -------- | -------- | ------- | ---- |

| Comparaison de quatre alphabets d'origine sémitique |

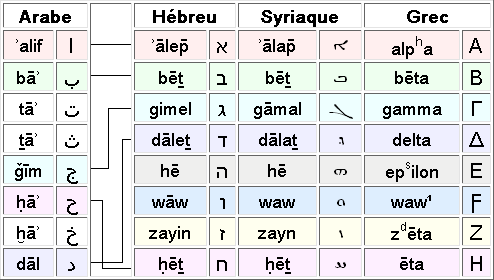
Comparaison de quatre alphabets d'origine sémitique

Quelques lettres connaissent une variante contextuelle en fin de mot. C'est une caractéristique rencontrée par exemple dans les alphabets grec et arabe. Ces variantes ont parfois été utilisées pour noter des différences phonétiques et orthographiques, ou conservées par tradition dans des mots composés. Pour ces raisons, les textes en écriture hébraïque ne doivent pas faire l'objet d'une variation contextuelle automatique entre les formes finales et normales. L’écriture hébraïque doit donc être traitée comme si les formes finales étaient des lettres distinctes sur le plan orthographique, complétant l’alphabet de base. Ce n'est pas nécessairement le cas des autres variations utilisant les diacritiques consonantaux notés dans le tableau ci-dessous.
L'hébreu classique ne note pas les voyelles, puisque c'est un abjad, un alphabet consonantique. Des signes diacritiques, points ou nikkud, ont cependant été ajoutés pour faciliter l'enseignement et la lecture des textes sacrés. Il existe également des signes de cantillation et des ornements propres à la Torah. De même, l'utilisation des matres lectionis simplifie la lecture, en transformant l’abjad classique en alphabet (sans utiliser aucune autre voyelle diacritique).
Ainsi, quatre lettres de base de l’alphabet (א aleph, ה hé, ו waw ou י yodh) sont des semi-consonnes (ou semi-voyelles selon le point de vue), ce qui signifie qu’elles sont employées comme des consonnes dans l’écriture de base, mais aussi, occasionnellement, comme voyelles (mater lectionis) dans certaines orthographes simplifiées de la langue hébraïque ; dans l’écriture hébraïque normale d’autres langues, comme le yiddish (ou judéo-allemand) et le jéddischdaitsch (ou judéo-alsacien), elles sont employées directement pour la transcription (nettement simplifiée) de leurs voyelles, sans forcément faire appel aux diacritiques voyelles de l’écriture hébraïque (cela nécessite l’usage de ligatures spécifiques à ces langues pour permettre certaines distinctions orthographiques entre les usages vocaliques et consonantaux).
Ces quatre semi-consonnes en langue hébraïque ont aussi une lecture contextuelle très fréquemment différente, et un comportement particulier relatif au placement des diacritiques voyelles qui peuvent aussi les précéder (et qui normalement complètent les lettres de base précédentes). Ces groupements sont alors nommés différemment pour qualifier cet usage vocalique particulier en liaison avec les autres « véritables » voyelles diacritiques hébraïques (pas toujours notées, même si elles sont implicites).

## Alphabet consonantique de base ou étendu (abjad) et valeurs phonétiques
Pour l'alphabet yiddish, voir yiddish.
Pour les diacritiques du système de Tibériade, voir diacritiques de l'alphabet hébreu.
D’autre part, certaines lettres peuvent former des ligatures entre elles ; ces ligatures (dont trois sont utilisées en yiddish) peuvent être considérées comme des lettres supplémentaires (distinctes des lettres qui les composent en théorie), car elles sont parfois nécessaires à certaines distinctions orthographiques.
Enfin, les lettres peuvent aussi avoir des formes graphiques légèrement différentes, telles que la forme alternative de la lettre ayin (dont la jambe descendante devient horizontale) ou les formes élargies de certaines lettres (par exemple aleph), destinées à faciliter le placement de diacritiques (en général, cela ne modifie pas la sémantique de la lettre elle-même, ni l’orthographe du mot par rapport à son écriture non-diacritée).
| Lettre de base            | Lettre de base         | Lettre de base | Lettre de base | Lettre de base | Lettre modifiée | Lettre modifiée         | Lettre modifiée | Lettre modifiée | Gematria |
| Nom                       | Sens                   | Graphies       | Graphies       | Phonèmes       | Phonèmes        | Variantes               | Graphies        | Graphies        | Gematria |
| Nom                       | Sens                   | finale         | normale        | Phonèmes       | Phonèmes        | Variantes               | finale          | normale         | Gematria |
| ------------------------- | ---------------------- | -------------- | -------------- | -------------- | --------------- | ----------------------- | --------------- | --------------- | -------- |
| aleph                     | taureau                | א א            | א א            | /ʔ/            | /ʔ/             | mapiq                   | אּ אּ             | אּ אּ             | 1        |
| aleph                     | taureau                | א א            | א א            | /ʔ/            | /ʔl/            | ligature aleph-lamed    | ﭏ ﭏ             | ﭏ ﭏ             |          |
| beth ou bèt               | maison                 | ב ב            | ב ב            | /β/            | /b/             | daguesh doux            | בּ בּ             | בּ בּ             | 2        |
| gimel ou guimel ou ghimel | chameau                | ג ג            | ג ג            | /ɣ/            | /g/             | daguesh doux            | גּ גּ             | גּ גּ             | 3        |
| dalet ou dalèt ou daleth  | porte                  | ד ד            | ד ד            | /ð/            | /d/             | daguesh doux            | דּ דּ             | דּ דּ             | 4        |
| he ou hè                  | louange                | ה ה            | ה ה            | /h/            | /h/             | mapiq                   | הּ הּ             | הּ הּ             | 5        |
| vav ou waw                | clou                   | ו ו            | ו ו            | /v/            | /u/             | shuruq                  | וּ וּ             | וּ וּ             | 6        |
| vav ou waw                | clou                   | ו ו            | ו ו            | /v/            | /vw/            | ligature double-waw     | װ װ             | װ װ             |          |
| vav ou waw                | clou                   | ו ו            | ו ו            | /v/            | /vj/            | ligature waw-yod        | ױ ױ             | ױ ױ             |          |
| zayin ou zaïn             | arme                   | ז ז            | ז ז            | /z/            | /z/             | daguesh dur             | זּ זּ             | זּ זּ             | 7        |
| het ou 'hèt               | barrière               | ח ח            | ח ח            | /ħ/            | /χ/             |                         |                 |                 | 8        |
| tet ou tèt                | bandeau                | ט ט            | ט ט            | /t/            | /t/             | daguesh dur             | טּ טּ             | טּ טּ             | 9        |
| yod ou youd               | main                   | י י            | י י            | /j/            | /j/             | daguesh dur             | יּ יּ             | יּ יּ             | 10       |
| yod ou youd               | main                   | י י            | י י            | /j/            | /ji/            | ligature double-yod     | ײ ײ             | ײ ײ             |          |
| kaf ou khaf ou kaph       | paume                  | ך ך            | כ כ            | /χ/            | /k/             | daguesh doux            | ךּ ךּ             | כּ כּ             | 20       |
| lamed ou lamèd            | élève                  | ל ל            | ל ל            | /l/            | /l/             | daguesh dur             | לּ לּ             | לּ לּ             | 30       |
| mem ou mèm                | eaux                   | ם ם            | מ מ            | /m/            | /m/             | daguesh dur             |                 | מּ מּ             | 40       |
| nun ou noun               | poisson, accroissement | ן ן            | נ נ            | /n/            | /n/             | daguesh dur             |                 | נּ נּ             | 50       |
| samech ou samèkh          | appui                  | ס ס            | ס ס            | /s/            | /s/             | daguesh dur             | סּ סּ             | סּ סּ             | 60       |
| ayin                      | œil                    | ע ע            | ע ע            | /ʕ/            | /ʕ/             | alternative             | ﬠ ﬠ             | ﬠ ﬠ             | 70       |
| pe ou pé                  | bouche                 | ף ף            | פ פ            | /f/ ou /ɸ/     | /p/             | daguesh doux            | ףּ ףּ             | פּ פּ             | 80       |
| tsade ou tsadé            | hameçon                | ץ ץ            | צ צ            | /t͡s/           | /t͡s/            | daguesh dur             |                 | צּ צּ             | 90       |
| qof ou qoph               | nuque                  | ק ק            | ק ק            | /k/            | /k/             | daguesh dur             | קּ קּ             | קּ קּ             | 100      |
| resh ou rèch              | tête                   | ר ר            | ר ר            | /ʁ/            | /ʁ/             | daguesh dur             | רּ רּ             | רּ רּ             | 200      |
| shin ou chine             | dent                   | ש ש            | ש ש            | /ʃ/ ou /s/     | /ʃ/ ou /s/      | daguesh dur             | שּ שּ             | שּ שּ             | 300      |
| shin ou chine             | dent                   | שׁ שׁ            | שׁ שׁ            | /ʃ/            | /ʃ/             | point shin, daguesh dur | שּׁ שּׁ             | שּׁ שּׁ             |          |
| shin ou chine             | dent                   | שׂ שׂ            | שׂ שׂ            | /s/            | /s/             | point sin, daguesh dur  | שּׂ שּׂ             | שּׂ שּׂ             |          |
| tav                       | signe, marque          | ת ת            | ת ת            | /θ/ ou /s/     | /t/             | daguesh doux            | תּ תּ             | תּ תּ             | 400      |

### Glyphes
Voici des versions agrandies des glyphes de chacune des 22 lettres de l’alphabet de base et de leurs variantes finales, dans un style traditionnel et dans un style moderne simplifié. Les noms donnés ici aux lettres correspondent à la translittération latine recommandée pour les écritures sémitiques, suivis de l’orthographe la plus commune du français.

א (ʼālep̄) – Aleph
ב (bēth) – Beth
ג (gīmel) – Gimel
ד (dāleṯ) – Dalet
ה (hē) – He
ו (wāw) – Vav
ז (zayin) – Zayin
ח (ḥēṯ) – Het
ט (ṭēt) – Tet
י (yōḏ) – Yod
כ (kap̄) – Kaf
ך (kap̄) – Kaf final
ל (lāmeḏ) – Lamed
מ (mēm) – Mem
ם (mēm) – Mem final
נ (nun) – Nun
ן (nun) – Nun final
ס (sāmeḵ) – Samech
ע (ʿayin) – Ayin
פ (pē) – Pe
ף (pē) – Pe final
צ (ṣādē) – Tsadi
ץ (ṣādē) – Tsadi final
ק (qōp̄) – Qof
ר (rēš) – Resh
ש (šin) – Shin
ת (tāw) – Tav

## Transcriptions de l’hébreu dans d’autres écritures

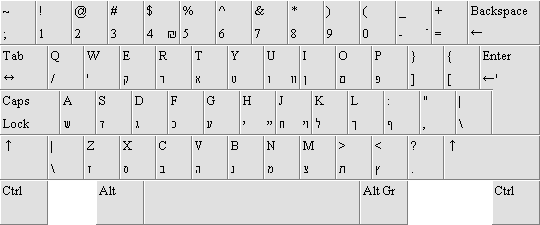
Disposition du clavier en hébreu

On transcrit traditionnellement l’alphabet hébreu en écriture latine, grecque ou cyrillique selon les conventions de transcription des langues sémitiques, à l’aide des diacritiques usuels propres à ces alphabets, tout en faisant un usage normal des lettres voyelles dont ces alphabets disposent : les diacritiques vocaliques hébreux deviennent donc le plus souvent des voyelles simples, et les diacritiques consonantiques hébreux disparaissent souvent des consonnes transcrites (notamment dans les transcriptions simplifiées adaptées aux langues à écriture latine où l’on fait alors un usage fréquent des digraphes).
Les marques de cantillation hébraïques (sans valeur phonologique réelle) ne sont généralement pas transcrites, sauf parfois si elles marquent un caractère important sur le plan sémantique (tel qu’une emphase, qui peut être transcrite éventuellement par une marque de ton, une capitale ou plus souvent la ponctuation) ou dans les transcriptions purement phonétiques.
On peut noter que l’alphabet hébreu de base n’a pas toujours été employé pour écrire la langue hébraïque : certains anciens écrits massorétiques ont parfois remplacé les lettres de base de l’alphabet hébreu par les lettres de base et ligatures de l’alphabet arabe ou d’autres écritures sémitiques (tout en conservant tous les autres diacritiques vocaliques et de cantillation qu’ils ont créés pour l’alphabet hébreu) pour la transcription cursive de textes sacrés de langue hébraïque.